# Marta Martínez
Marta Jacqueline Martínez (Argentina, 17 de junio de 1983) es una militante argentina de izquierda feminista, licenciada en ciencias políticas por la Universidad de Buenos Aires. En octubre de 2017, fue elegida legisladora de la Ciudad de Buenos Aires por el partido Autodeterminación y Libertad. Forma parte de Ni una Menos desde 2015, participa de las actividades que involucran a todo el movimiento de mujeres junto a otras compañeras de la agrupación. Así mismo, participa de los Encuentros Nacionales de Mujeres, junto a otras compañeras, en las discusiones para llevar adelante la lucha sobre la legalización del aborto, entre otras. Presentó junto a Luis Zamora en 2017 un proyecto en el Congreso de la Nación para la legalización del aborto.

## Desempeño electoral
Marta Martínez ha sido elegida como candidata a Diputada Nacional y Legisladora de la Ciudad de Buenos Aires por Autodeterminación y Libertad en diversas oportunidades, en las elecciones legislativas que se realizaron en el año 2009 y desde el año 2013 hasta 2017 en la Ciudad de Buenos Aires.

### Elecciones de 2009
En las elecciones legislativas de 2009, Autodeterminación y Libertad se presentó como alternativa en la Ciudad de Buenos Aires, pero no consiguió ninguna banca, ya que sólo obtuvo el 2,06% de los votos. Marta Martínez ocupó el segundo lugar en la lista de candidatas a Diputadas Nacionales.

### Elecciones de 2013
En las elecciones legislativas de 2013, Autodeterminación y Libertad levantó considerablemente su caudal de votos, obteniendo 3,3% en las elecciones PASO (Primarias Internas Abiertas y Obligatorias) y 4,7% en la ronda final, triplicando el caudal de votos obtenido dos años atrás, pero sin obtener ninguna banca. Marta Martínez ocupó el segundo lugar en la lista de candidatas a Diputadas Nacionales.

### Elecciones porteñas del 2015
En las elecciones a Jefe de Gobierno y Legisladores de la Ciudad de Buenos Aires del año 2015, Autodeterminación y Libertad recibió el 4% de los votos. Fernando Vilardo encabezó la lista de Legisladores y fue elegido legislador para el período 2015-2019, Marta Martínez ocupó el segundo lugar de la lista sin conseguir la banca. Junto a su partido, llamó a votar en blanco en el balotaje entre Horacio Rodríguez Larreta (PRO) y Martín Lousteau (UCR-CC-PS), considerando a las dos opciones parte de la misma alianza a nivel nacional. En esta elección, el voto en blanco obtuvo su marca récord en la Ciudad de Buenos Aires.